# تيدي بورن
تيدي بورن (بالإنجليزية: Teddy Bourne)‏ هو مبارز بالسيف بريطاني، ولد في 30 سبتمبر 1948 في رومفورد في المملكة المتحدة.

## وصلات خارجية
- تيدي بورن على موقع أوليمبيديا (الإنجليزية)
- تيدي بورن على موقع اللجنة الأولمبية البريطانية (الإنجليزية)